# سانتياغو أباسكال
سانتياغو أباسكال كوندي (بالإسبانية: Santiago Abascal Conde)، ولد في بلباو في 14 أبريل 1976، سياسي وكاتب إسباني. هو رئيس حزب فوكس اليميني منذ 20 شتنبر 2014 ونائب في البرلمان الإسباني منذ ماي 2019.
هو عضو سابق في الحزب الشعبي في بلاد الباسك، بين 1994 و2013، حيث شغل منصب مستشار جماعي في يوديو (بين 1999 و2007). انتخب كعضو في المجلس الإقليمي لألافا (بين 2003 و2004) ثم كنائب في البرلمان الباسكي بين 2004 و2009. أباسكال من مؤسسي منظمة الدفاع عن الأمة الإسبانية (DENAES) والتي ترأسها بين 2006 و2014 وهو ناشط في التيارات القومية اليمينية وألف العديد من الكتب حول مواضيع القومية ومحاربة الانفصال.
سانتياغو أباسكال حائز على شهادة الماجستير في العلوم السياسية من جامعة ديوستو الكاثوليكية.

## سيرته
نشأ أباسكال في بلاد الباسك من أب باسكي وأم من غاليسيا. كان لأسرته تأثير كبير في مساره السياسي حيث كان والده ناشطا سياسيا محليا في ألافا وتقلد لمدة 35 سنة منصب مستشار جماعي في أموريو باسم التحالف الشعبي (الذي أصبح لاحقا الحزب الشعبي)، كما كان جده عمدة لمدينة أموريو خلال الحقبة الفرانكاوية من 1963 إلى غاية 1979. نظرا للخلفية السياسية اليمينية القومية لأسرته وبحكم تواجدها في بلاد الباسك، كانت أسرته دائما تواجه بعدوانية بل ومهددة من طرف التيارات الباسكية السيادية اليسارية، خصوصا منظمة إيتا.
انخرط سانتياغو، وهو في سن الثامنة عشرة، في الحزب الشعبي سنة 1994 واستطاع بلوغ المكتب الإقليمي للحزب في ألافا سنة 1996 ثم المكتب التنفيذي سنة 1999. انتخب سنة 1999 كمستشار جماعي باسم الحزب الشعبي في المجلس المحلي ليوديو، لولايتين متتاليتين. تسلق تدريجيا المناصب التسييرية داخا الحزب الشعبي في بلاد الباسك: عضو المجلس الوطني، عضو المجلس الجهوي في بلاد الباسك ثم كاتب الحزب لشؤون التعليم في بلاد الباسك.
في 2004 عين عضوا في البرلمان الجهوي لبلاد الباسك معوضا كارلوس أوركيخو الذي عين آنذاك كمندوب للحكومة المركزية في بلاد الباسك. لم يتم انتخابه في تشريعيات 2005 إلا أنه عاد للجلوس في البرلمان الجهوي معوضا زميلة له في الحزب الشعبي.
أسس في 2006 مؤسسة الدفاع عن الأمة الإسبانية (Denaes) وتكلف برئاستها وهي المؤسسة التي تنشط بين التيارات اليمينية والقومية خصوصا في محاربة التيارات السيادية أو الانفصالية.
غادر أباسكال الحزب الشعبي سنة 2013 محتجا حول فضائح الفساد التي لطخت صورة الحزب وخصوصا ضد سياسات الحزب وحكومة ماريانو راخوي التي اعتبرها متساهلة مع الحركات والتيارات الانفصالية، خصوصا في كتالونيا وبلاد الباسك. في يناير 2014، كان من المؤسسين الأوائل ورموز حزب فوكس اليميني رفقة أسماء أخرى يمينية وقومية وعسكريين متقاعدين كخوسي أنطونيو أورتيغا لارا وإيغناسيو كامونياس وخوسي غونثاليث كيروث. الحزب الجديد صرح بأنه يهدف إلى تشكيل بديل للثنائية الحزبية (بين الحزب الشعبي والحزب الاشتراكي) وإحياء ديمقراطية قريبة من المواطنين والدفاع عن وحدة الأمة الإسبانية وقيمها الكاثوليكية. انتخب كرئيس للحزب في شتنبر 2014 ب 91 بالمائة من الأصوات.
في انتخابات نونبر 2019 العامة استطاع فوكس الوصول إلى مرتبة ثالث قوة سياسية في إسبانيا بحصوله على 52 مقعدا في الكورتيس الإسباني.

## مؤلفاته
- الانفصال والإقصاء في بلاد الباسك، 2004، (Secesión y exclusión en el País Vasco)، دار النشر إيكوساغير، فيتوريا.
- حق تقرير المصير؟ حول حق الانفصال المزعوم في بلاد الباسك، 2004، (Derecho de autodeterminación? Sobre el pretendido derecho de secesión del Pueblo Vasco)، مركز الدراسات السياسية والدستورية، مدريد.
- دعابة تقرير المصير، خطة إيباريتشي: اعتداء على بلاد الباسك وإسبانيا، 2005، (La farsa de la autodeterminación. El plan Ibarretxe: al asalto del País Vasco y España)، دار النشر ألتيرا، برشلونة.
- دفاعا عن إسبانيا، دوافع للقومية الإسبانية، 2008، مشترك مع غوستافو بوينو سانشيث، (En defensa de España. Razones para el patriotismo español)، دار النشر إينكوينترو، مدريد.
- لن أستسلم، 2014، مشترك مع غونثالو ألتوثانو، (No me rindo)، دار النشر لا إيسفيرا، مدريد.
- هناك طريق جهة اليمين، 2015، مشترك مع كيكو مينديث موناستيريو، (Hay un camino a la derecha)، دار النشر ستيلا ماريس، مدريد.